# You Don’t Understand Me (Roxette-dal)
A You Don't Understand Me című dal a svéd Roxette duó legnagyobb slágereinek a Don't Bore Us, a Get to the Chorus! című gyűjteményes lemeznek az első kimásolt kislemeze, melyet Per Gessle az amerikai Desmond Child zeneszerzőjével közösen írt. A dal több európai ország slágerlistáira felkerült, és Top 20-as helyezett volt Finnországban, Olaszországban, Hollandiában, Lengyelországban, Spanyolországban, és Svédországban is. A dal Németországban is nagy sláger volt, annak ellenére, hogy csupán a 44. helyre sikerült kerülnie, három hónapot töltött a német kislemezlistán.

## A dal összetétele
A dalt Per Gessle és Desmond Child írta. Ez volt az első olyan Roxette dal, melyet Gessle egy más országbeli zeneszerzővel együtt írt. Desmond nyáron érkezett Halmstadba, hogy közös munkába kezdjenek. Neki volt egy ötlete, melyet kicsit megváltoztatott Gessle, és megkérte Marie-t, hogy énekeljen dalra, mely tökéletesre sikerült, és egy nagyszerű alternatív pop-ballada született.
A dalt az Ultimate Guitar című szaklap szerint a dal egy 77 BPM / perc tempójú alternatív pop ballada. Mindegyik verse a C – D – Em – C – C – D – Em sorozatból áll, valamint két ismétlésből, majd a sorrend változik és módosul a Gm – B ♭ –F – C – B ♭ –F – C – B ♭ –F –Gm-ra. A kórus két ismétlésből áll, B ♭ – C – F – C, majd az utolsó hangot Gm-re módosítják.

## Megjelenések
Minden dalt Per Gessle írt kivéve a "Listen to Your Heart" címűt, melyet Gessle és Mats MP Persson közösen írt.
- MC Single & CD Single  Ausztrália EMI 8651894 ·  Európai Unió EMI 8651892 ·  Japán EMI TOCP-8675

1. "You Don't Understand Me" – 4:28
2. "Crazy About You" – 3:57
3. "Harleys & Indians (Riders in the Sky)" – 3:45

- MC Single & CD Single  Egyesült Királyság EMI TCEM-418 ·  Egyesült Királyság EMI CDEMS-418)

1. "You Don't Understand Me" – 4:28
2. "The Look" (Abbey Road Version) – 3:46
3. "Listen to Your Heart" (Abbey Road Version) – 3:38
4. "You Don't Understand Me" (Abbey Road Version) – 3:43

- CD Single  Egyesült Királyság EMI CDEM-418

1. "You Don't Understand Me" – 4:28
2. "Almost Unreal" (Demo, February 1993) – 3:25
3. "Harleys & Indians (Riders in the Sky)" – 3:45
4. "The Sweet Hello, The Sad Goodbye" – 4:47

## Slágerlista
| Slágerlista (1995–96)                  | Legjobb helyezések |
| -------------------------------------- | ------------------ |
| Ausztria (Ö3 Austria Top 40)           | 25                 |
| Belgium (Ultratop 50 Flanders)         | 35                 |
| Kanada Adult Contemporary Tracks (RPM) | 18                 |
| Europe (Eurochart Hot 100)             | 29                 |
| Finnország (Singlet Top 20)            | 7                  |
| Németország (Media Control Charts)     | 44                 |
| Italy (FIMI)                           | 18                 |
| Japan (Oricon)                         | 21                 |
| Hollandia (Top 40)                     | 20                 |
| Hollandia (Single Top 100)             | 19                 |
| Polish Airplay (ZPAV)                  | 7                  |
| Skócia (Scottish Singles Top 40)       | 35                 |
| Spain (AFYVE)                          | 6                  |
| Svédország (Sverigetopplistan)         | 9                  |
| Egyesült Királyság (UK Singles Chart)  | 42                 |

| Slágerlista (1995)         | Helyezés |
| -------------------------- | -------- |
| Netherlands (Dutch Top 40) | 164      |
| Sweden (Sverigetopplistan) | 58       |